# Heinrich Gottfried Zopff
Heinrich Gottfried Zopff (auch Henricus Gotefredus; * 10. September 1692 in Lobenstein; † 28. Februar 1755 in Greiz) war ein deutscher Mediziner.

## Leben
Er studierte in Jena bei Georg Wolfgang Wedel (1645–1721) und Johann Adolf Wedel (1675–1747) und schrieb 1718 seine Dissertation De febre hectica. Er wurde Rat und Leibarzt in Reuss-Greiz. Am 15. Dezember 1737 wurde Heinrich Gottfried Zopff mit dem Beinamen Zeno II. als Mitglied (Matrikel-Nr. 477) in die Deutsche Akademie der Naturforscher Leopoldina aufgenommen.

## Veröffentlichungen
- Ruptura lienis, mortis subitaneae causa, in: Acta Acad. Nat. Curios. Vol. 5, S. 428